# Daniel Dietzfelbinger
Daniel Dietzfelbinger (* 3. März 1968 in Erbendorf, Oberpfalz) ist ein deutscher evangelischer Theologe, Unternehmensberater und Buchautor.

## Leben
Daniel Dietzfelbinger, Enkel des ehemaligen bayerischen Landesbischofs und EKD-Ratsvorsitzenden Hermann Dietzfelbinger, wuchs als jüngster von fünf Geschwistern in Nürnberg auf und absolvierte dort das Abitur am humanistischen Melanchthon-Gymnasium und den Zivildienst. Er studierte in München an der Ludwig-Maximilians-Universität und in Rom an der Facoltà Valdese di Teologia evangelische Theologie. 1988 wurde er in die Studienstiftung des Deutschen Volkes aufgenommen. Promoviert wurde er 1997 in an der Ludwig-Maximilians-Universität in München zum Doktor der Theologie mit einer Arbeit zu Alfred Müller-Armack, die er bei den Sozialethiker Trutz Rendtorff einreichte.
Von 1995 bis 2005 war Dietzfelbinger bei der Konzernzentrale der MAN AG beschäftigt, zuletzt als Leiter der Internen und Gesellschaftskommunikation. Nach einer einjährigen Elternzeit wurde er 2006 Partner am Institut persönlichkeit+ethik. Nach der Ausgründung der Institut persönlichkeit+ethik GbR in Augsburg ist er zusammen mit Andreas Grabenstein Inhaber und Geschäftsführer der Beratungsfirma.
Von 2000 bis 2010 war er Mitglied im Vorstand des Deutschen Netzwerks Wirtschaftsethik (DNWE) / European Business Ethics Network (EBEN), von 2005 bis 2011 Vorsitzender des Aufsichtsrats, Zentrum für Wirtschaftsethik (ZfW). Er ist akkreditierter Berater/Auditor für Standard WerteManagementSystemZfW.
Neben zahlreichen Fachpublikationen zu den Themen Wirtschaftsethik, Unternehmensethik, Führung, Kommunikation und Konflikt schrieb Dietzfelbinger zusammen mit Andreas Hantke das Musical David.
Dietzfelbinger ist verheiratet und hat drei Kinder. Er lebt in München.

## Auszeichnungen
1987 erreichte Dietzfelbinger den 2. und 10. Platz beim Journalistenwettbewerb der Nürnberger Nachrichten, 1998 wurde er mit dem Ethikpreis des Deutschen Allgemeinen Sonntagsblatts und 2003 mit der Wichernpreis des Instituts für Diakoniewissenschaft und Diakoniemanagement (IDM) der Kirchlichen Hochschule Wuppertal/Bethel ausgezeichnet.

## Schriften (Auswahl)
- Soziale Marktwirtschaft als Wirtschaftsstil. Alfred Müller-Armacks Lebenswerk. (Dissertation), Gütersloh 1998, ISBN 978-3-579-02617-6
- mit K. Detzer u. a.: Nachhaltig Wirtschaften. Expertenwissen für umweltbewusste Führungskräfte in Wirtschaft und Politik. Daten – Fakten – Argumente. Kognos Verlag, Augsburg 1999, ISBN 978-3-931314-16-3
- mit Kurt A. Detzer, A. Gruber, W. Uhl, U. Wittmann: Kommunale Umweltpolitik. Nachhaltigkeit als Leitbild, Kognos Verlag, Augsburg 1999, ISBN 978-3-931314-16-3
- als Hrsg. mit Andreas Georg Scherer, Karl-Hermann Blickle, Gerhard Hütter: Globalisierung und Sozialstandards. Hampp, München 2002, ISBN 3-87988-649-0
- als Hrsg. mit Jochen Teuffel: Heils-Ökonomie? Zum Zusammenwirken von Theologie und Ökonomie. Gütersloher Verlagshaus, Gütersloh 2002, ISBN 978-3-579-05304-2
- Aller Anfang ist leicht. Unternehmens- und Wirtschaftsethik für die Praxis. 4. durchgesehene Auflage, Utz Verlag, München 2004, ISBN 978-3-8316-0408-1
- als Hrsg. mit Ralph Thurm: Nachhaltige Entwicklung. Grundlage einer neuen Wirtschaftsethik. Hampp, München 2004, ISBN 978-3-87988-818-4
- Praxisleitfaden Unternehmensethik. Kennzahlen, Instrumente, Handlungsempfehlungen. 3. Auflage, Springer Gabler, Wiesbaden 2013, ISBN 978-3-658-39583-4
- als Hrsg. mit Detlef Dieckmann, Kristina Kühnbaum-Schmidt, Christoph Meyns: Führen und Leiten in der Kirche. Ein Handbuch für die Praxis, Vandehoeck& Rupprecht, Göttingen 2023, ISBN 978-3-525-63066-2